# Crank (álbum)
Crank es el sexto álbum de estudio del grupo de rock australiano Hoodoo Gurus.
El álbum fue producido por Ed Stasium (The Ramones, Living Colour, Smithereens), que había mezclado Kinky, el último álbum de estudio de Hoodoo Gurus, en 1991. Fue el primer álbum grabado para Zoo Records. El sencillo "The Right Time" (noviembre de 1993) alcanzó el n.º 41 en la lista ARIA de sencillos con "You open my eyes" (febrero de 1994, n.º 43), y "Less than a feeling" (mayo de 1994, n.º 26) en la misma lista.
EMI reeditó el álbum el 6 de febrero de 2005, con nueve pistas adicionales, un póster desplegable y anotaciones de Andy Strachan (The Living End). Uno de estas pistas fue "Television Addict", que fue originalmente ejecutada por la banda punk "The Victims" en 1977. "Turn Up your Radio" inicialmente por la banda australiana The Masters Apprentices fue lanzado en 1995 como un sencillo de colaboración entre The Masters Apprentices y Hoodoo Gurus.

## Lista de pistas
- Todos los temas escritos por Dave Faulkner a menos que se indique otra cosa.

### Versión 0riginal
1. The Right Time - 3:54
2. Crossed Wires - 3:06
3. Quo Vadis - 4:08
4. Nobody - 4:24
5. Form a circle (Brad Shepherd) - 3:40
6. Fading slow (Pastor)- 4:18
7. Gospel train - 2:58
8. Less than a Feeling - 3:34
9. You open my eyes (Pastor)- 3:17
10. Hypocrite Blues - 3:02
11. I see you - 1:59
12. Judgement Day (Faulkner, Pastor)- 3:12
13. The mountain - 4:38

### Versión del año 2005
- Pistas adicionales por Faulkner a menos que se indique otra cosa.

1. Crossed Wires — 3:06
2. Quo Vadis — 4:08
3. Nobody — 4:24
4. Form a Circle — 3:40
5. Fading Slow — 4:18
6. Gospel Train — 2:58
7. Less than a Feeling — 3:34
8. You Open my Eyes — 3:17
9. Hypocrite Blues — 3:02
10. I See You — 1:59
11. Judgement Day — 3:12
12. The Mountain — 4:38
13. Road Hog (Shepherd)
14. Wait for the Sun
15. End of the Line
16. Television Addict (James Baker, Faulkner)
17. Something I Forgot to Say
18. Deform a Circle (Shepherd)
19. Wimp (Javier Escovedo)
20. I Heard Her Call My Name (Lou Reed)
21. Turn up your Radio ('95) (Jim Keays, Doug Ford)

- Datos: Q5182165